# Rychlobruslení na Zimních olympijských hrách 1984
Závody v rychlobruslení se na Zimních olympijských hrách 1984 v Sarajevu uskutečnily ve dnech 9.–18. února 1984 na otevřené dráze Zetra.

## Přehled
V Sarajevu bylo na programu celkem 9 závodů, pět pro muže a čtyři pro ženy. Muži startovali na tratích 500 m, 1000 m, 1500 m, 5000 m a 10 000 m, ženy na tratích 500 m, 1000 m, 1500 m a 3000 m.

## Medailové pořadí zemí

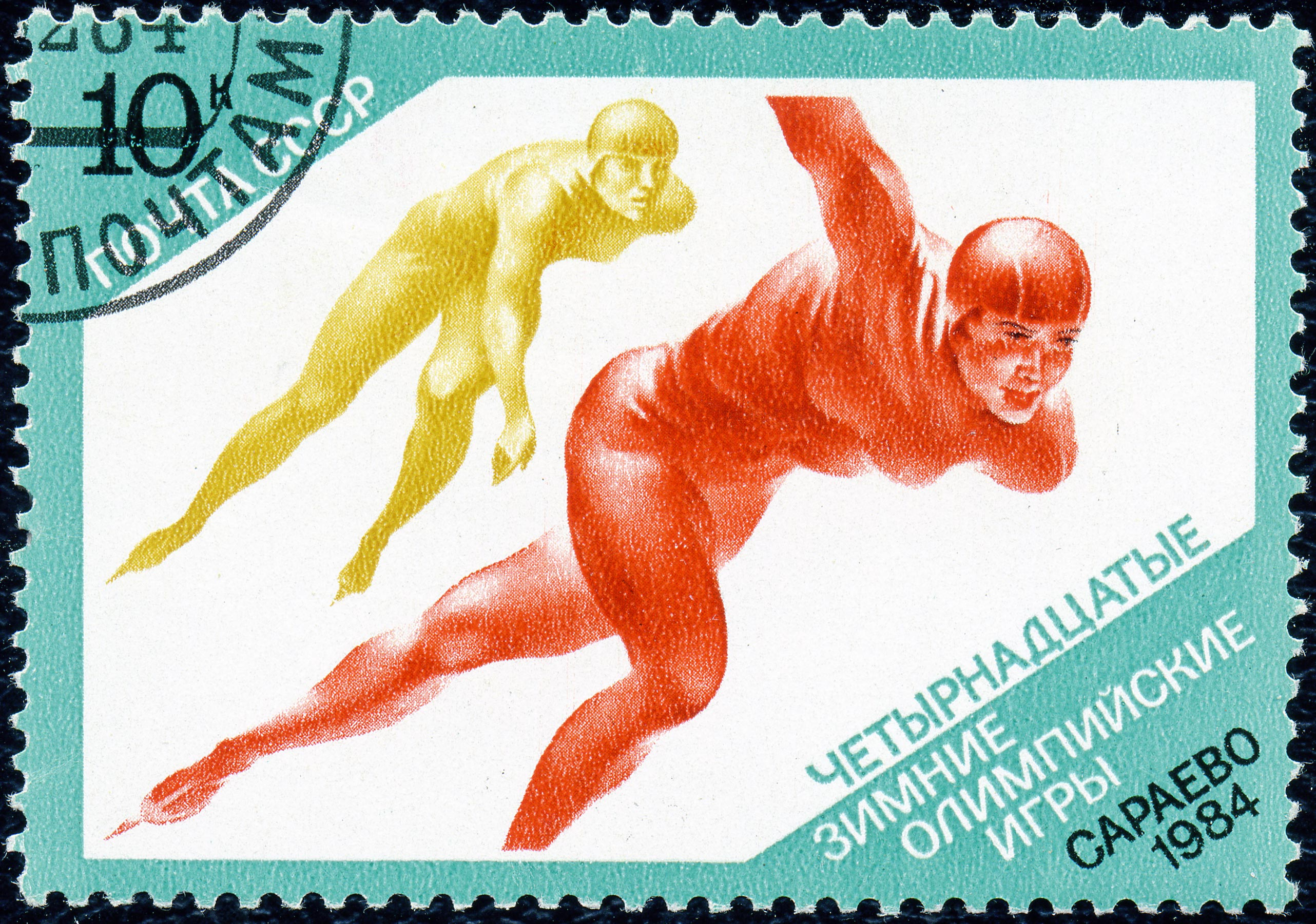
Sovětská známka s motivem rychlobruslení vydaná při příležitosti ZOH 1984

| Pořadí  | Země                                 | Zlato | Stříbro | Bronz | Celkově |
| ------- | ------------------------------------ | ----- | ------- | ----- | ------- |
| 1.      | Německá demokratická republika (GDR) | 4     | 4       | 3     | 11      |
| 2.      | Sovětský svaz (URS)                  | 2     | 3       | 4     | 9       |
| 3.      | Kanada (CAN)                         | 2     | 0       | 1     | 3       |
| 4.      | Švédsko (SWE)                        | 1     | 1       | 0     | 2       |
| 5.      | Japonsko (JPN)                       | 0     | 1       | 0     | 1       |
| 6.      | Norsko (NOR)                         | 0     | 0       | 1     | 1       |
| Celkově | Celkově                              | 9     | 9       | 9     | 27      |

## Muži

### 500 m
| Pořadí           | Jméno             | Země                           | Čas   | Ztráta |
| ---------------- | ----------------- | ------------------------------ | ----- | ------ |
| Zlatá medaile    | Sergej Fokičev    | Sovětský svaz                  | 38,19 | 0,00   |
| Stříbrná medaile | Jošihiro Kitazawa | Japonsko                       | 38,30 | +0,11  |
| Bronzová medaile | Gaétan Boucher    | Kanada                         | 38,39 | +0,20  |
| 4.               | Dan Jansen        | Spojené státy americké         | 38,55 | +0,36  |
| 5.               | Nick Thometz      | Spojené státy americké         | 38,56 | +0,37  |
| 6.               | Vladimir Kozlov   | Sovětský svaz                  | 38,57 | +0,38  |
| 7.               | Frode Rønning     | Norsko                         | 38,58 | +0,39  |
| 8.               | Uwe-Jens Mey      | Německá demokratická republika | 38,65 | +0,46  |
| 9.               | Alexandr Danilin  | Sovětský svaz                  | 38,66 | +0,47  |
| 10.              | Akira Kuroiwa     | Japonsko                       | 38,70 | +0,51  |

### 1000 m
| Pořadí           | Jméno                | Země                           | Čas     | Ztráta |
| ---------------- | -------------------- | ------------------------------ | ------- | ------ |
| Zlatá medaile    | Gaétan Boucher       | Kanada                         | 1:15,80 | 0,00   |
| Stříbrná medaile | Sergej Chlebnikov    | Sovětský svaz                  | 1:16,63 | +0,83  |
| Bronzová medaile | Kai Arne Engelstad   | Norsko                         | 1:16,75 | +0,95  |
| 4.               | Nick Thometz         | Spojené státy americké         | 1:16,85 | +1,05  |
| 5.               | André Hoffmann       | Německá demokratická republika | 1:17,33 | +1,53  |
| 6.               | Viktor Šašerin       | Sovětský svaz                  | 1:17,42 | +1,62  |
| 7.               | Hilbert van der Duim | Nizozemsko                     | 1:17,46 | +1,66  |
| 7.               | Andreas Dietel       | Německá demokratická republika | 1:17,46 | +1,66  |
| 9.               | Akira Kuroiwa        | Japonsko                       | 1:17,49 | +1,69  |
| 10.              | Hein Vergeer         | Nizozemsko                     | 1:17,57 | +1,77  |

### 1500 m
| Pořadí           | Jméno                | Země                           | Čas     | Ztráta |
| ---------------- | -------------------- | ------------------------------ | ------- | ------ |
| Zlatá medaile    | Gaétan Boucher       | Kanada                         | 1:58,36 | 0,00   |
| Stříbrná medaile | Sergej Chlebnikov    | Sovětský svaz                  | 1:58,83 | +0,47  |
| Bronzová medaile | Oleg Božjev          | Sovětský svaz                  | 1:58,89 | +0,53  |
| 4.               | Hans van Helden      | Francie                        | 1:59,39 | +1,03  |
| 5.               | Andreas Ehrig        | Německá demokratická republika | 1:59,41 | +1,05  |
| 6.               | Andreas Dietel       | Německá demokratická republika | 1:59,73 | +1,37  |
| 7.               | Hilbert van der Duim | Nizozemsko                     | 1:59,77 | +1,41  |
| 8.               | Viktor Šašerin       | Sovětský svaz                  | 1:59,81 | +1,45  |
| 9.               | Pertti Niittylä      | Finsko                         | 2:00,01 | +1,65  |
| 10.              | Frits Schalij        | Nizozemsko                     | 2:00,14 | +1,78  |

### 5000 m
| Pořadí           | Jméno                | Země                           | Čas     | Ztráta |
| ---------------- | -------------------- | ------------------------------ | ------- | ------ |
| Zlatá medaile    | Tomas Gustafson      | Švédsko                        | 7:12,28 | 0,00   |
| Stříbrná medaile | Igor Malkov          | Sovětský svaz                  | 7:12,30 | +0,02  |
| Bronzová medaile | René Schöfisch       | Německá demokratická republika | 7:17,49 | +5,21  |
| 4.               | Andreas Ehrig        | Německá demokratická republika | 7:17,63 | +5,35  |
| 5.               | Oleg Božjev          | Sovětský svaz                  | 7:17,96 | +5,68  |
| 6.               | Pertti Niittylä      | Finsko                         | 7:17,97 | +5,69  |
| 7.               | Bjørn Nyland         | Norsko                         | 7:18,27 | +5,99  |
| 8.               | Werner Jäger         | Rakousko                       | 7:18,61 | +6,33  |
| 9.               | Hilbert van der Duim | Nizozemsko                     | 7:19,39 | +7,11  |
| 10.              | Geir Karlstad        | Norsko                         | 7:20,24 | +7,96  |

### 10 000 m
| Pořadí           | Jméno                | Země                           | Čas      | Ztráta |
| ---------------- | -------------------- | ------------------------------ | -------- | ------ |
| Zlatá medaile    | Igor Malkov          | Sovětský svaz                  | 14:39,90 | 0,00   |
| Stříbrná medaile | Tomas Gustafson      | Švédsko                        | 14:39,95 | +0,05  |
| Bronzová medaile | René Schöfisch       | Německá demokratická republika | 14:46,91 | +7,01  |
| 4.               | Geir Karlstad        | Norsko                         | 14:52,40 | +12,50 |
| 5.               | Michael Hadschieff   | Rakousko                       | 14:53,78 | +13,88 |
| 6.               | Dmitrij Bočkarjov    | Sovětský svaz                  | 14:55,65 | +15,75 |
| 7.               | Mike Woods           | Spojené státy americké         | 14:57,30 | +17,40 |
| 8.               | Henry Nilsen         | Norsko                         | 14:57,81 | +17,91 |
| 9.               | Yep Kramer           | Nizozemsko                     | 14:59,89 | +19,99 |
| 10.              | Hilbert van der Duim | Nizozemsko                     | 15:01,24 | +21,34 |

## Ženy

### 500 m
| Pořadí           | Jméno                   | Země                           | Čas        | Ztráta |
| ---------------- | ----------------------- | ------------------------------ | ---------- | ------ |
| Zlatá medaile    | Christa Rothenburgerová | Německá demokratická republika | 41,02 (OR) | 0,00   |
| Stříbrná medaile | Karin Enkeová           | Německá demokratická republika | 41,28      | +0,26  |
| Bronzová medaile | Natalja Šiveová         | Sovětský svaz                  | 41,50      | +0,48  |
| 4.               | Irina Kulešovová        | Sovětský svaz                  | 41,70      | +0,68  |
| 5.               | Skadi Walterová         | Německá demokratická republika | 42,16      | +1,14  |
| 6.               | Natalja Petrusjovová    | Sovětský svaz                  | 42,19      | +1,17  |
| 7.               | Monika Pflugová         | Západní Německo                | 42,40      | +1,38  |
| 8.               | Bonnie Blairová         | Spojené státy americké         | 42,53      | +1,51  |
| 9.               | Erwina Ryśová-Ferensová | Polsko                         | 42,71      | +1,69  |
| 10.              | Kathryn Classová        | Spojené státy americké         | 42,97      | +1,95  |

### 1000 m
| Pořadí           | Jméno                   | Země                           | Čas          | Ztráta |
| ---------------- | ----------------------- | ------------------------------ | ------------ | ------ |
| Zlatá medaile    | Karin Enkeová           | Německá demokratická republika | 1:21,61 (OR) | 0,00   |
| Stříbrná medaile | Andrea Schöneová        | Německá demokratická republika | 1:22,83      | +1,22  |
| Bronzová medaile | Natalja Petrusjovová    | Sovětský svaz                  | 1:23,21      | +1,60  |
| 4.               | Valentina Lalenkovová   | Sovětský svaz                  | 1:23,68      | +2,07  |
| 5.               | Christa Rothenburgerová | Německá demokratická republika | 1:23,98      | +2,37  |
| 6.               | Yvonne van Gennipová    | Nizozemsko                     | 1:25,36      | +3,75  |
| 7.               | Erwina Ryśová-Ferensová | Polsko                         | 1:25,81      | +4,20  |
| 8.               | Monika Pflugová         | Západní Německo                | 1:25,87      | +4,26  |
| 9.               | Elisabeth Carlenová     | Švédsko                        | 1:26,15      | +4,54  |
| 10.              | Lilianna Morawiecová    | Polsko                         | 1:26,53      | +4,92  |

### 1500 m
| Pořadí           | Jméno                   | Země                           | Čas          | Ztráta |
| ---------------- | ----------------------- | ------------------------------ | ------------ | ------ |
| Zlatá medaile    | Karin Enkeová           | Německá demokratická republika | 2:03,42 (WR) | 0,00   |
| Stříbrná medaile | Andrea Schöneová        | Německá demokratická republika | 2:05,29      | +1,87  |
| Bronzová medaile | Natalja Petrusjovová    | Sovětský svaz                  | 2:05,78      | +2,36  |
| 4.               | Gabi Schönbrunnová      | Německá demokratická republika | 2:07,69      | +4,27  |
| 5.               | Erwina Ryśová-Ferensová | Polsko                         | 2:08,08      | +4,66  |
| 6.               | Valentina Lalenkovová   | Sovětský svaz                  | 2:08,17      | +4,75  |
| 7.               | Natalja Kurovová        | Sovětský svaz                  | 2:08,41      | +4,99  |
| 8.               | Bjørg Eva Jensenová     | Norsko                         | 2:09,53      | +6,11  |
| 9.               | Thea Limbachová         | Nizozemsko                     | 2:10,35      | +6,93  |
| 10.              | Sigrid Smudaová         | Západní Německo                | 2:10,55      | +7,13  |

### 3000 m
| Pořadí           | Jméno                 | Země                           | Čas          | Ztráta |
| ---------------- | --------------------- | ------------------------------ | ------------ | ------ |
| Zlatá medaile    | Andrea Schöneová      | Německá demokratická republika | 4:24,79 (OR) | 0,00   |
| Stříbrná medaile | Karin Enkeová         | Německá demokratická republika | 4:26,33      | +1,54  |
| Bronzová medaile | Gabi Schönbrunnová    | Německá demokratická republika | 4:33,13      | +8,34  |
| 4.               | Olga Pleškovová       | Sovětský svaz                  | 4:34,42      | +9,63  |
| 5.               | Yvonne van Gennipová  | Nizozemsko                     | 4:34,80      | +10,01 |
| 6.               | Mary Docterová        | Spojené státy americké         | 4:36,25      | +11,46 |
| 7.               | Bjørg Eva Jensenová   | Norsko                         | 4:36,28      | +11,49 |
| 8.               | Valentina Lalenkovová | Sovětský svaz                  | 4:37,36      | +12,57 |
| 9.               | Natalja Petrusjovová  | Sovětský svaz                  | 4:39,36      | +14,57 |
| 10.              | Nancy Swiderová       | Spojené státy americké         | 4:40,10      | +15,31 |

## Program
| Den    | Datum          | Závod         |
| ------ | -------------- | ------------- |
| den 2  | 9. února 1984  | 1500 m ženy   |
| den 3  | 10. února 1984 | 500 m muži    |
| den 3  | 10. února 1984 | 500 m ženy    |
| den 5  | 12. února 1984 | 5000 m muži   |
| den 6  | 13. února 1984 | 1000 m ženy   |
| den 7  | 14. února 1984 | 1000 m muži   |
| den 8  | 15. února 1984 | 3000 m ženy   |
| den 9  | 16. února 1984 | 1500 m muži   |
| den 11 | 18. února 1984 | 10 000 m muži |

## Zúčastněné země
- Austrálie (2)
- Britské Panenské ostrovy (1)
- Čína (12)
- Finsko (3)
- Francie (2)
- Itálie (3)
- Japonsko (9)
- Jižní Korea (6)
- Jugoslávie (4)
- Kanada (7)
- Maďarsko (1)
- Německá demokratická republika (10)
- Nizozemsko (11)
- Norsko (8)
- Polsko (3)
- Rakousko (4)
- Rumunsko (2)
- Severní Korea (6)
- Sovětský svaz (17)
- Spojené státy americké (13)
- Švédsko (6)
- Švýcarsko (1)
- Velká Británie (1)
- Západní Německo (7)